# كأس إسرائيل

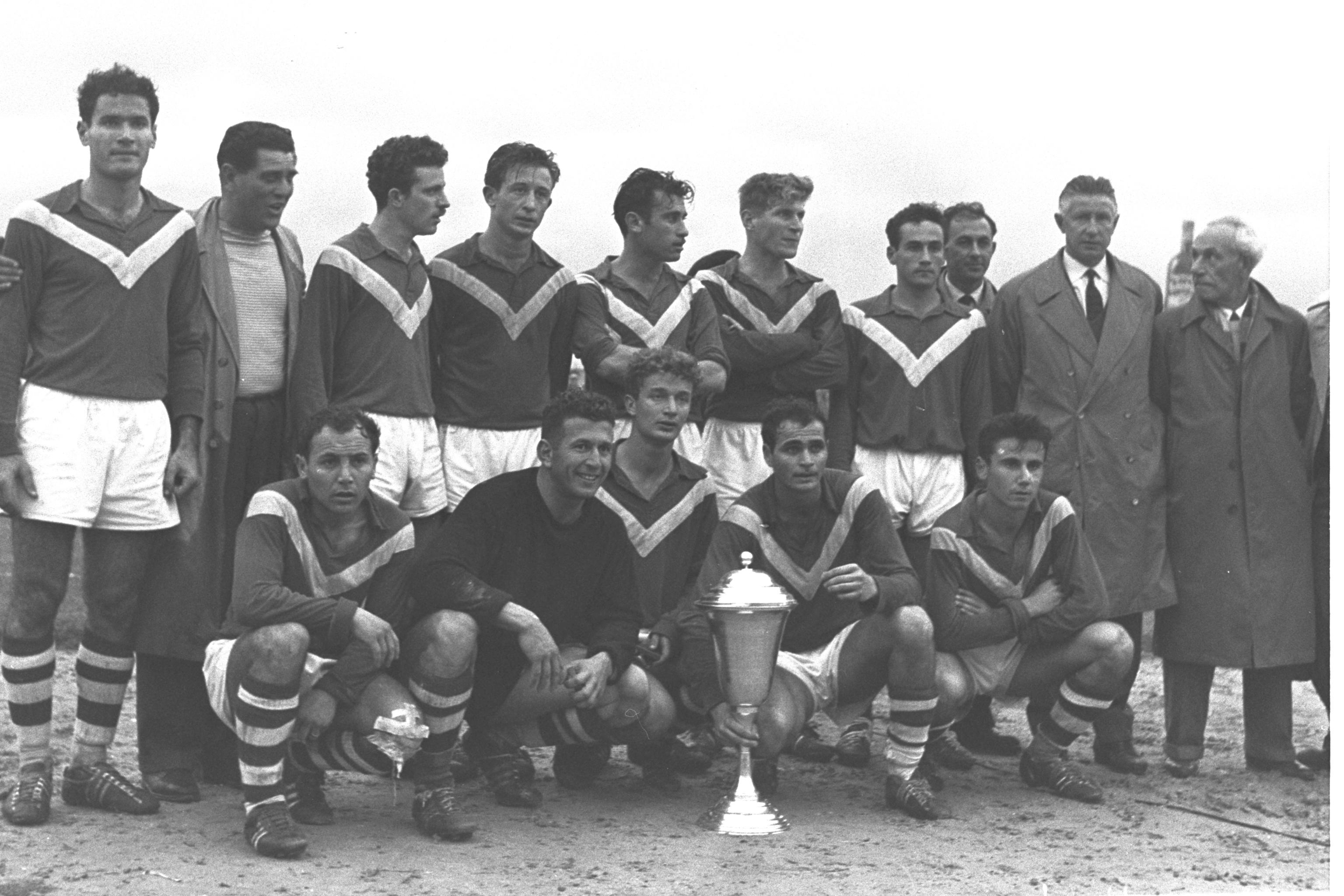
فريق كرة القدم في عام 1961

كأس دولة إسرائيل (بالعبرية: גביע המדינה) هي بطولة كرة قدم وطنية تقام سنوياً في إسرائيل منذ سنة 1922. وتعتبر ثاني أهم بطولة وطنية في كرة القدم الإسرائيلية بعد بطولة الدوري العلوي. ويحق لجميع الأندية التي تشارك في الدوري الإسرائيلي لكرة القدم أن تشارك في بطولة كأس الدولة. تجرى تصفيات إقليمية للأندية التي تلعب في درجات ألدوري المتدنية، والفائزون من هذه الأندية ينضمون إلى فرق دوري الدرجة الأولى والثانية في الدور الرئيسي للبطولة.

## طريقة اللعب
مباريات البطولة تكون بطريقة الخروج بعد الخسارة (بالانجليزية: knockout), حيث ينتقل الفائز للقسم الأعلى من البطولة بينما يغادر الخاسر المنافسة.يشارك في البطولة جميع الاندية المسجلة بالاتحاد العام لكرة القدم الاسرائيلي.
البطولة مكونة من 13 مرحلة، المرحلة الأولى وحتى الرابعة تشترك فيها فرق الدرجة الثالثة والثانية فقط من أجل المنافسة على كأس الدرجة، الفائزون بكأس الدرجة ينافسون بعضهم، والفائز ينتقل للمرحلة السادسة.
في المرحلة الخامس، فرق الدرجة الأولى فقط.
في المرحلة السادسة يشتركون جميع الفرق المتأهله من المراحل الخمس الأولى
في المرحلة السابعه تنظم فرق الدوري الوطني
في المرحلة الثامنه تنظم فرق الدوري العلوي

## النهائيات
- ثمن نهائي
- ربع نهائي
- نصف نهائي
- ألنهائي

الفريق الفائز بكأس الدولة يحصل على تذكرة اشتراك في بطولة دوري أوروبا

## وصـلات خارجية
- موقع الفيفا نسخة محفوظة 2 يوليو 2014 على موقع واي باك مشين.
- موقع الفيفا (EN)